# Northern Taste
Northern Taste (1971-2004) est un cheval de course, pilier de l'élevage japonais où il fut sacré tête de liste à dix reprises. 

## Carrière de courses
Élevé par E.P. Taylor, nanti d'un "papier d'étalon" exceptionnel, Northern Taste fait afficher $ 100 000 à la vente de yearlings de Saratoga. le prix n'est pas extravagant pour un poulain pourvu de telles origines, mais l'aspect physique moyennement attrayant de cet alezan, avec sa grande liste blanche débordant sur son œil et ses deux balzanes, a pu rebuter quelques investisseurs. Son heureux acquéreur est le Japonais Zenya Yoshida. Il ne le sait pas encore, mais en achetant ce yearling, il vient de consolider les fondations d'un empire destiné à régner sans partage sur les courses japonaises.  
Le poulain est envoyé en France, à Chantilly, chez l'entraîneur John Cunnington, Jr. Il s'y révèle à 2 ans, s'imposant coup sur coup dans les Prix Eclipse et Thomas Bryon, ce qui le place parmi les poulains les plus en vue de sa génération. À 3 ans, Northern Taste rentre victorieusement dans le Prix Djebel et affiche ainsi ses ambitions classiques. Il opte pour les 2000 Guineas, où il obtient une honorable quatrième place, puis s'essaie à la distance classique dans le Derby d'Epsom. La distance excède largement ses aptitudes, mais il parvient à accrocher une méritoire cinquième place, à distance des premiers. 
De retour sur plus court, Northern Taste obtient plusieurs accessits, dont le premier dans le Prix du Moulin de Longchamp, avant de remporter sa plus belle victoire, et la seule de groupe 1, dans le Prix de la Forêt à l'automne, où il fait valoir sa vitesse. L'année 1975 est plus difficile pour Northern Taste, qui ne s'impose qu'une seule fois, dans le Prix du Pin, et ne monte qu'une fois sur le podium, dans le Prix de Ris-Orangis. Sa carrière, honorable mais loin d'être exceptionnelle, s'achève dans le Prix de la Forêt où il ne peut conserver son titre. Après ses adieux à la compétition, il s'envole pour rejoindre le haras japonais de son propriétaire. 

### Résumé de carrière
| Date         | Hippodrome       | Pays        | Course                      | Statut      | Distance    | Jockey              | Place       | Écart       | Vainqueur ou deuxième |
| 1973, 2 ans  | 1973, 2 ans      | 1973, 2 ans | 1973, 2 ans                 | 1973, 2 ans | 1973, 2 ans | 1973, 2 ans         | 1973, 2 ans | 1973, 2 ans | 1973, 2 ans           |
| ------------ | ---------------- | ----------- | --------------------------- | ----------- | ----------- | ------------------- | ----------- | ----------- | --------------------- |
| 23 août      | Deauville        | France      | Prix de Crèvecœur           |             | 1 400 m     | Jean-Claude Desaint | 3e          | ―           | ―                     |
| 23 septembre | Longchamp        | France      |                             |             | 1 500 m     | Jean-Claude Desaint | 2e          | ―           | Mississippian         |
| 9 octobre    | Saint-Cloud      | France      | Prix Eclipse                | Gr. 3       | 1 300 m     | Jean-Claude Desaint | 1er         | ―           | Colourman             |
| 3 novembre   | Saint-Cloud      | France      | Prix Thomas Bryon           | Gr. 3       | 1 500 m     | Jean-Claude Desaint | 1er / 11    | 1 ½         | Dancer's Prince       |
| 1974, 3 ans  |                  |             |                             |             |             |                     |             |             |                       |
| 5 avril      | Maisons-Laffitte | France      | Prix Djebel                 | Listed      | 1 400 m     | Jean-Claude Desaint | 1er         | ―           | Moulines              |
| 4 mai        | Newmarket        | Royaume-Uni | 2000 Guineas                | Gr. 1       | 1 600 m     | Jackie Taillard     | 4e / 12     | 2 ¾         | Nonoalco              |
| 5 juin       | Epsom            | Royaume-Uni | Derby                       | Gr. 1       | 2 400 m     | Jean-Claude Desaint | 5e / 18     | 8 ¼         | Snow Knight           |
| 21 juillet   | Saint-Cloud      | France      | Prix Eugène Adam            | Gr. 2       | 2 000 m     | Jean-Claude Desaint | 3e          | 2           | Mannsfeld             |
| 15 août      | Deauville        | France      | Prix de la Côte Normande    | Gr. 3       | 2 000 m     | Jean-Claude Desaint | 5e / 8      | 1/2         | Twig                  |
| 8 septembre  | Longchamp        | France      | Prix du Rond-Point          | Gr. 3       | 1 600 m     | ―                   | 4e          | ―           | Nonoalco              |
| 29 septembre | Longchamp        | France      | Prix du Moulin de Longchamp | Gr. 1       | 1 600 m     | Jean-Claude Desaint | 2e / 11     | 3           | Mount Hagen           |
| 27 octobre   | Longchamp        | France      | Prix de la Forêt            | Gr. 1       | 1 400 m     | Jean-Claude Desaint | 1er / 16    | 1           | El Rastro             |
| 11 novembre  | Saint-Cloud      | France      | Prix Perth                  | Gr. 3       | 1 600 m     | Jean-Claude Desaint | 8e          | ―           | El Rastro             |
| 1975, 4 ans  |                  |             |                             |             |             |                     |             |             |                       |
| 13 mars      | Saint-Cloud      | France      | Prix Edmond Blanc           | Gr. 3       | 1 600 m     | Jean-Claude Desaint | 4e          | ―           | Afayoon               |
| 31 mars      | Évry             | France      | Prix de Ris-Orangis         | Gr. 3       | 1 600 m     | Jean-Claude Desaint | 3e          | ―           | El Rastro             |
| 29 juin      | Longchamp        | France      | Prix de la Porte Maillot    | Gr. 3       | 1 400 m     | Jean-Claude Desaint | 5e / 13     | ―           | Hamada                |
| 3 août       | Deauville        | France      | Prix Maurice de Gheest      | Gr. 3       | 1 300 m     | Jean-Claude Desaint | 4e / 17     | ―           | Sky Commander         |
| 10 août      | Deauville        | France      | Prix Jacques Le Marois      | Gr. 1       | 1 400 m     | Jackie Taillard     | 10e / 11    | ―           | Lianga                |
| 17 octobre   | Longchamp        | France      | Prix du Pin                 |             | 1 400 m     | Alfred Gibert       | 1er         | ―           | ―                     |
| 26 octobre   | Longchamp        | France      | Prix de la Forêt            | Gr. 1       | 1 400 m     | Alfred Gibert       | 8e / 15     | ―           | Roan Star             |

## Au haras
Northern Taste est assurément un bon cheval, mais pas un champion. Lorsqu'il s'installe à Shadai Farm, le haras de la famille Yoshida, sa présence n'a rien d'un événement. Pourtant, Northern Taste va révolutionner les courses japonaises en se révélant un exceptionnel étalon, permettant à la famille Yoshida d'assoir son empire sur les courses et l'élevage japonais, et de devenir une place forte planétaire. Il conquiert un premier titre de tête de liste des étalons en 1982. Neuf suivront et,si ce n'était l'interrègne de Partholon en 1984, sa domination sera ininterrompue jusqu'en 1992, lorsqu'il est supplanté par son successeur à Shadai Farm, l'Américain Sunday Silence, qui fera encore mieux que lui (13 titres) et lui ravira le record du nombre de produits vainqueurs, qu'il avait établi à 1754. Il est également l'auteur de 92 vainqueurs de groupe.  
Parmi ses meilleurs produits, on peut citer Amber Shadai (Tenno Sho), Dyna Gulliver (Tokyo Yushun), ou Dyna Carle (Yushun Himba). Aujourd'hui, son influence se transmet surtout via ses filles (il a été tête de liste des pères de mères à 14 reprises), que l'on retrouve dans le pedigree de nombreux champions, devenus pour certains d'importants étalons tels Kitasan Black ou Orfevre. Il est directement le père de mère de la grande Air Groove, fille de Dya Carle, championne sur les pistes et poulinière exceptionnelle (mère de Admire Groove et Rulership grand-mère de Duramente). Sa fille Scarlet Bouquet a donné Daiwa Major (Yasuda Kinen) et Daiwa Scarlet (Arima Kinen).   
La famille Yoshida n'a jamais caché ce qu'elle doit à Northern Taste, c'est-à-dire tout, les achats ultérieurs d'étalons et in fine la réussite de leur opération d'élevage. Retiré de la monte en 1999, le vieil étalon meurt en décembre 2004, à 33 ans.

## Origines
100 000 dollars pour un tel yearling, cela peut paraître assez peu, même si Northern Taste appartient aux premières générations de produits de Northern Dancer, avant l'explosion du marché causée par l'étalon canadien. C'est donc bien l'apparence physique, ou plutôt esthétique, de Northern Taste qui a freiné les ardeurs des investisseurs. Le pedigree est en effet hors du commun, avec cet extravagant inbreeding 2x3 sur la grande poulinière Lady Angela. Celle-ci est en effet la mère de Lady Victoria, la mère de Northern Taste, et celle de Nearctic, le père de Northern Dancer. Cette jument britannique, à la carrière sans éclat, fut acquise à Newmarket pour 10 500 Guinées par E.P. Taylor alors que ses deux premiers produits avaient montré quelques moyens en course. La jument était alors suitée de Nearco, qui avait d'exceptionnelles affinités avec les filles de Hyperion, et l'éleveur canadien choisi d'ajouter $ 3 000 pour la renvoyer à la saillie du crack italien. Lady Angela arrive donc au Canada en 1953, pleine et suitée. Le foal à naître l'année suivante serait Nearctic, cheval de l'année au Canada en 1958, et futur père de l'étalon du siècle, Northern Dancer. Lady Angela ne s'en tint pas là puisqu'elle donna par la suite sept vainqueurs dont Choperion, par Chop Chop, qui remporta le Coronation Futurity. Et ses filles poursuivirent son œuvre, notamment Countess Angela, mère de Titled Hero, vainqueur du Queen's Plate, l'une des plus prestigieuses courses canadiennes, et donc Lady Victoria. Celle-ci fit carrière à un bon niveau avant de donner, outre Northern Dancer, la bonne Lady Jinsky (par Nijinsky), deuxième des Canadian Oaks. 

### Pedigree
| Origines de Northern Taste (CAN), mâle alezan né en 1971 | Origines de Northern Taste (CAN), mâle alezan né en 1971 | Origines de Northern Taste (CAN), mâle alezan né en 1971 | Origines de Northern Taste (CAN), mâle alezan né en 1971 |
| -------------------------------------------------------- | -------------------------------------------------------- | -------------------------------------------------------- | -------------------------------------------------------- |
| Père Northern Dancer                                     | Nearctic                                                 | Nearco                                                   | Pharos                                                   |
| Père Northern Dancer                                     | Nearctic                                                 | Nearco                                                   | Nogara                                                   |
| Père Northern Dancer                                     | Nearctic                                                 | Lady Angela                                              | Hyperion                                                 |
| Père Northern Dancer                                     | Nearctic                                                 | Lady Angela                                              | Sister Sarah                                             |
| Père Northern Dancer                                     | Natalma                                                  | Native Dancer                                            | Polynesian                                               |
| Père Northern Dancer                                     | Natalma                                                  | Native Dancer                                            | Geisha                                                   |
| Père Northern Dancer                                     | Natalma                                                  | Almahmoud                                                | Mahmoud                                                  |
| Père Northern Dancer                                     | Natalma                                                  | Almahmoud                                                | Arbitrator                                               |
| Mère Lady Victoria                                       | Victoria Park                                            | Chop Chop                                                | Flares                                                   |
| Mère Lady Victoria                                       | Victoria Park                                            | Chop Chop                                                | Sceptical                                                |
| Mère Lady Victoria                                       | Victoria Park                                            | Victoriana                                               | Windfields                                               |
| Mère Lady Victoria                                       | Victoria Park                                            | Victoriana                                               | Iribelle                                                 |
| Mère Lady Victoria                                       | Lady Angela                                              | Hyperion                                                 | Gainsborough                                             |
| Mère Lady Victoria                                       | Lady Angela                                              | Hyperion                                                 | Selene                                                   |
| Mère Lady Victoria                                       | Lady Angela                                              | Sister Sarah                                             | Abbot's Trace                                            |
| Mère Lady Victoria                                       | Lady Angela                                              | Sister Sarah                                             | Sarita (famille 14-c)                                    |